# Madonna di Crevole

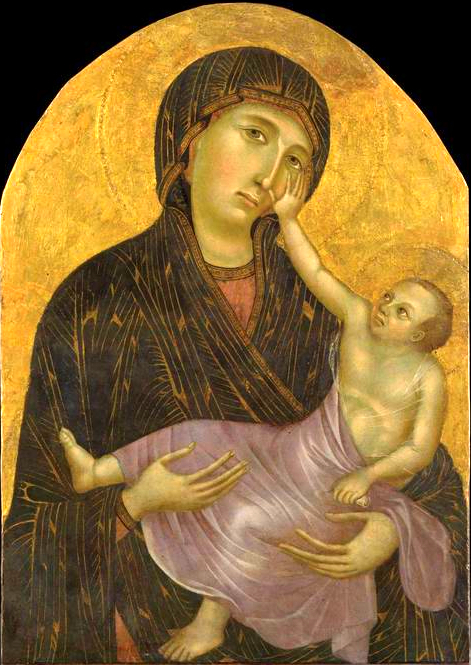
Cimabue, Madonna col Bambino (1283-1284 circa), Museo di Santa Verdiana, Castelfiorentino (Firenze)

La Madonna di Crevole è un dipinto a tempera e oro su tavola (89x60 cm) di Duccio di Buoninsegna, databile al 1283-1284 circa. Proveniente dalla pieve di Santa Cecilia a Crevole (Siena), è oggi conservato nel Museo dell'Opera metropolitana del Duomo di Siena. È una delle prime opere di Duccio di Buoninsegna, molto studiata per capire le origini della pittura del capostipite della pittura senese e i suoi rapporti con il maestro Cimabue.

## Storia
Sulla base di una serie di indizi Vittorio Lusini afferma che la tavola fu probabilmente realizzata per la chiesa dei Santi Pietro e Paolo di Montepescini per poi passare all'eremo agostiniano di Montespecchio. Con la soppressione dell'eremo e il trasferimento dei monaci nel XVII secolo, la tavola fu trasportata presso la pieve di Santa Cecilia a Crevole, dove si trasferirono anche gli stessi monaci di Montespecchio. In tempi recenti fu trasferita al Museo dell'Opera metropolitana del Duomo di Siena in cui si trova ancora oggi. Fu restaurata nel 1929-1930. Lo stato di conservazione è più che soddisfacente.
L'opera non è firmata dall'artista, né esistono documenti scritti che aiutano nell'attribuzione. Tuttavia gli esperti la attribuiscono, senza pareri discordi, al giovane Duccio.
Per quanto riguarda gli elementi che hanno portato alla sua datazione, la tavola non contiene nessuna delle novità gotiche riscontrabili nella Madonna Rucellai (1285), ma il volto della Madonna e del Bambino sono già caratterizzati da una dolcezza e raffinatezza figurativa che sono ancora assenti nella primissima opera di Duccio, ovvero la Madonna Gualino (1280-1283). La datazione più corretta sembra quindi essere agli anni intorno al 1283-1284.

## Descrizione e stile
La tavola raffigura la Madonna con la testa reclinata a tre quarti e un Bambino che allunga il braccio destro per toccare teneramente il velo della madre. Due piccoli angeli compaiono negli angoli superiori della tavola. L'impostazione è quella della Madonna Odigitria della tradizione bizantina, con la variante del tenero gesto del figlio che accarezza la madre, la cui espressione triste è dovuta alla premonizione del destino di sacrificio e morte di Gesù, simboleggiata dall'apparizione degli angeli. La tavola è molto simile, nell'impostazione generale, alla Madonna esposta nel Museo di Santa Verdiana a Castelfiorentino (Firenze) ed attribuita a Cimabue. Tale somiglianza suffraga la teoria, formulata anche sulla base di altri indizi ben più solidi, che il giovane Duccio di questi anni fosse un allievo del più anziano Cimabue.
Al di là di questa somiglianza, i volti della Madonna e del Bambino sono molto più delicati ed umanizzati nella tavola di Duccio. Il volto di Maria è più allungato e ha gli occhi più vicini tra loro, ma è anche la maggior delicatezza pittorica a fare la differenza (si confrontino le fossette sopra la bocca e i dorsi dei due nasi). Anche il volto di Gesù è più morbido e meno spigoloso, con un caratteristico naso a patatina. La velata trasparenza della sua veste e l'intimo gesto con il braccio destro verso la madre, ben diverso dallo sgarbato smanacciare di quello di Cimabue, contribuiscono a rendere la sua figura più delicata. Questa percettibili differenze mostrano il progressivo distacco dello stile di Duccio da quello di Cimabue in questi anni, distacco che appariva quasi impercettibile nella precedente Madonna Gualino di Duccio (1280-1283) di carattere decisamente cimabuesco. Un ulteriore distacco dal maestro Cimabue avverrà con la successiva Madonna Rucellai (1285) dove Duccio introdurrà elementi gotici che mai caratterizzeranno invece l'opera di Cimabue.
Tornando alla Madonna di Crevole, le sfumature chiaroscurali dei volti hanno invece risultati analoghi a quelli raggiunti da Cimabue, anche se l'esecuzione basata sui sottili filamenti cimabueschi è qui di una finezza tale da far apparire una patinatura omogenea sulla pelle dei due personaggi. Se questa raffinatezza figurativa esalta l'opera di Duccio, ben diverso è il discorso se si valuta il panneggio, che appare qui meno curato. Se da una parte i manti di Maria sono identici, tale da far supporre che l'allievo Duccio sia intervenuto per dipingere anche quello di Cimabue, il confronto tra i panneggi di Gesù pone gli autori molto più in contrasto. Le numerosissime pieghe sono qui rese senza alcuna attenzione per la provenienza delle fonti di luce e conseguentemente la figura ha una minore rotondità volumetrica.
Come nella Madonna Gualino dello stesso Duccio, gli angeli negli angoli superiori della tavola sono minuscoli, sproporzionatamente piccoli e senza corrispondenza spaziale rispetto alle due figure centrali. Ben diverso era il discorso per gli angeli di Cimabue, quando presenti, come nella Maestà del Louvre del 1280 circa. La ricerca di un'adeguata volumetria delle figure e di una profondità spaziale non erano ancora caratteristiche di Duccio. Ma è piuttosto la sua dolcezza figurativa che stava emergendo in questi anni. Duccio stava ancora seguendo gli insegnamenti del maestro, ma il suo stile andava ormai diversificandosi, acquisendo una raffinatezza unica nel panorama artistico del tempo e che contraddistinguerà sempre Duccio rispetto ai suoi contemporanei.